# Cédula eleitoral

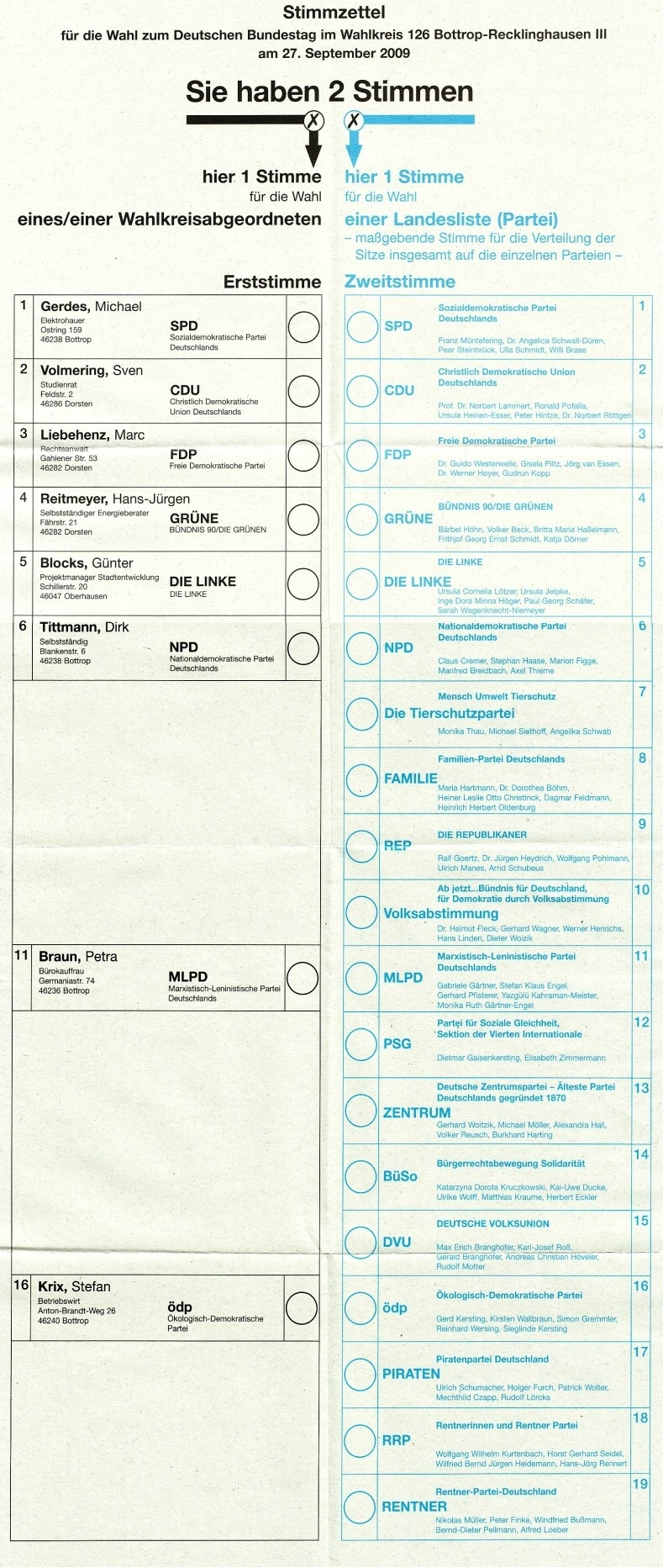
Cédula eleitoral (do distrito eleitoral 126: Bottrop-Recklinghausen III) para as Eleições federais na Alemanha em 2009.

Cédula eleitoral (português brasileiro) ou boletim de voto (português europeu) é um papel usado por um eleitor para manifestar a sua opinião numa votação. Também pode ser um papel padronizado e oficial com uma relação dos candidatos e partidos elegíveis. O eleitor assinala em sigilo seu voto (com cruz(es), impressão digital ou outro método) na cédula eleitoral, de preferência numa cabina eleitoral (cabina indevassável). Depois a cédula é dobrada e jogada numa urna eleitoral. Ou também uma versão eletrônica da cédula eleitoral, usada em sistemas de votações eletrônicas, como por exemplo, urnas eletrônicas.